# Пуртова, Анна Анатольевна
Пуртова Анна Анатольевна (укр. Пуртова Анна Анатоліївна; род. 15 апреля 1982, Днепропетровск, УССР, СССР) — украинский политик, народный депутат 9-го созыва. Председатель правления общественной организации «Диджитал образование». Член партии «Слуга народа».

## Биография
Родилась 15 апреля 1982 года в Днепропетровске.

## Образование
- 1999—2004 гг. Днепропетровский национальный университет, факультет международной экономики, магистр международной экономики; диплом с отличием.
- 2000—2004 гг. Днепропетровский национальный университет, юридический факультет, специальность правоведение; диплом с отличием.
- В 2002 году получила грант на бесплатное обучение в Копенгагенской школе бизнеса.

## Политика
Принимала участие в выборах по выборному округу № 221, Печерский район, часть Соломянского, часть Шевченковского районов Киева, победив Леонида Емца, который также выдвигался по этому округу от партии «Голос».
Член Комитета Верховной Рады по вопросам бюджета, председатель подкомитета по вопросам государственных инвестиционных проектов.
Председатель Постоянной делегации в Парламентской ассамблее Организации черноморского экономического сотрудничества. Сопредседатель группы по межпарламентским связям с Объединёнными Арабскими Эмиратами.

## Трудовая деятельность
Первый бизнес начала в 22 года, импортировала в Украину продукты питания из стран Европейского союза. С 2008 года занимается ресторанным бизнесом, международным консалтингом по инвестированию в Украину, вела проекты в области образования. Работает в области цифровой рекламы и пиара. Разрабатывает концепцию электронного образования.
В 2018 году вместе с коллегами по IT-бизнеса помогла создать первую бесплатную онлайн-библиотеку украинской литературы «Слухай».

## Семья
- Вместе с мужем воспитывает двух дочерей — Татьяну (2008 г.р.) и Марию (2015 г.р.).
- Мать — преподаватель немецкого языка и литературы в университете. Отец — инженер-ракетостроитель в Конструкторском бюро «Южное».